# Institución militar Elisabeto-Teresiana
La Institución militar Elisabeto-Teresiana, también conocida como Orden de Elisabeta Teresa (en alemán Elisabeth Theresien Militär Stiftung) fue una entidad militar fundada por Isabel Cristina, viuda del Emperador Carlos VI. 

## Historia

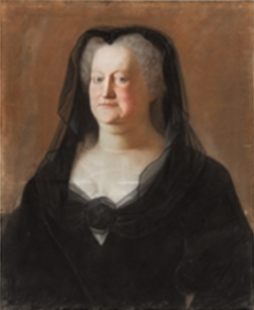
La emperatriz viuda, Isabel Cristina, fundadora de la Institución, con ropa de viuda, por Liotard.

Isabel, deseando recompensar a los ancianos militares, fundó en 1750 esta institución bajo el nombre de Institución militar de Isabel, dividiéndo a sus miembros en tres clases y asignando a cada una su respectiva pensión. En 1771 fue renovada por su hija, la emperatriz María Teresa. Fue otorgada hasta la desaparición del Imperio austrohúngaro en 1918.

## Estructura
El consejo áulico proponía los candidatos, habiendo vacantes y el Emperador elegía la religión, la cuna y la patria. No era incompatible para ser candidato el estar ya condecorado con otras órdenes. 
El número de miembros era de cincuenta, elegidos desde la clase de coronel hasta la de general, ambas inclusive, cuyo principal mérito era el de haber servido bien y fielmente por el espacio de treinta años a la casa de Austria. En la renovación de 1771 por la emperatriz María Teresa se redujeron a una clase única, compuesta de veintiún miembros En 1881 sus miembros fueron de nuevo divididos en tres clases.

## Insignia
La divisa consistía un medallón de ocho puntas o brazos a modo de una estrella polar componada de blanco y encarnado, en forma de jirones, orlada de oro, pendiente de una corona imperial del mismo metal y su centro cargado con otro medallón de esmalte blanco orlado de oro, con las iniciales de los fundadores coronadas con una corona imperial y alrededor el mote : Grat. er. Voluit. Mar. Ther. Parent. La cinta era negra y se llevaba en el ojal de la casaca.